# Valdoraptor
Valdoraptor — рід тероподових динозаврів ранньої крейди. Його скам'янілості були знайдені в Англії. Відомо лише з кісток ніг. Голотип, BMNH R2559 (неправильно названий Оуеном як BMNH R2556), був знайдений поблизу Кукфілда в шарах піщаної формації Танбридж-Веллс, що датується пізнім валанжином. Екземпляр пошкоджений, відсутні частини верхнього та нижнього кінців. Він має збережену довжину 215 міліметрів і орієнтовну довжину 240 міліметрів. Цей рід є палеонтологічно значущим, оскільки є першим зразком орнітомімозаврів, відомим з Англії, і є найдавнішою згадкою про орнітомімозаврів.

## Відкриття та класифікація
У 1858 році Річард Оуен відніс скам’янілість, що складається з трьох плеснових кісток стопи, частину колекції Британського музею природної історії, до роду травоїдних динозаврів Hylaeosaurus через його розмір і текстуру кісток. У 1881 році Джон Вітакер Халк визнав, що зразок представляє стопу хижого теропода. У 1888 році Річард Лідеккер відніс зразок до виду теропод Megalosaurus dunkeri. але в 1889 році він назвав для нього окремий вид через більш міцну будову: Megalosaurus oweni (видова назва на честь Оуена).
Хоча спочатку класифікувався як вид Megalosaurus, у 1923 році Фрідріх фон Хюне відніс вид до Altispinax, зробивши комбінацію Altipsinax oweni. У 1991 році Джордж Ольшевський помістив цей вид у новий рід Valdoraptor, перейменувавши типовий вид Megalosaurus oweni на Valdoraptor oweni. назва походить від латинського Valdus, «Wealden», що стосується групи Wealden, і raptor, «грабіжник».
Відтоді припускають, що вид ідентичний Neovenator або Eotyrannus; це також було визнано nomen dubium. Проте Даррен Нейш у 2007 році дійшов висновку, що зразок демонструє дві унікальні похідні риси або аутапоморфії, в тому, що друга плесна стиснута медіолатерально та має помітний дорсолатеральний гребінь. Ці ознаки вказують на те, що це дійсний таксон і він відрізняється від Neovenator і Eotyrannus.
Ольшевський відніс Valdoraptor до Allosauridae, але Нейш у 2007 році заявив, що неможливе більш точне визначення, ніж більш загальне Tetanurae. Повторна оцінка 2014 року показала, що Вальдораптор, ймовірно, був одним із найстаріших відомих орнітомімозаврів і можливим молодшим синонімом Thecocoelurus.